# Serwiusz Sulpicjusz Galba
Serwiusz Sulpiciusz Galba sprawował urząd konsula w Rzymie w roku 144 p.n.e. Zasłynął rozgromieniem Luzytanów w Hiszpanii w roku 150 p.n.e.

## Pierwsze kroki
Za młodu służył jako trybun w II Legionie w Macedonii, pod dowództwem Lucjusza Emiliusz Paulusa, z którym się nawzajem nie znosili. Po pokonaniu wojsk Perseusza w roku 167 p.n.e., gdy Paulus powrócił do Rzymu, Galba starał się przeszkodzić odbyciu przez swego adwersarza przysługującego mu triumfu; nie udało mu się tego osiągnąć, jakkolwiek jego wysiłki wywołały w Rzymie pewnego rodzaju sensację.

## W Hiszpanii
Jako pretor z roku 151 p.n.e. otrzymał Hiszpanię Dalszą (obejmującą Andaluzję, Extremadurę i Portugalię) jako swoją prowincję, gdzie trwała właśnie wojna ze zbuntowanymi plemionami Celtiberów. Po przybyciu na miejsce pospieszył z pomocą lojalnym wobec Rzymu plemionom będącym pod nieprzerwanym naciskiem ze strony Luzytanów. Galbie udało się zmusić napastników do ucieczki, ale jego wyczerpane i niezdyscyplinowane wojsko nie było w stanie dobić przeciwnika; Luzytanie rychło otrząsnęli się, zawrócili i doszło do krwawego starcia, w którym Rzymianie stracili 7000 ludzi. Galba zebrał resztki swojej armii i sprzymierzeńców, po czym zamknął się na leża zimowe w obozie Conistorgis.
Wiosną roku 150 p.n.e. ponownie pomaszerował w głąb Luzytanii stosując taktykę spalonej ziemi. Luzytanie posłali doń posłów deklarując chęć zaprzestania działań zaczepnych i wiernego przestrzegania traktatów, jakie zawarli z Atiliuszem. Galba przyjął posłów przyjaźnie, wyraził żal, że tak fatalnie wszystko się potoczyło i pozornie zgodził się na ich propozycje. Obiecał Luzytanom osadzenie na żyznych ziemiach, gdzie nie będą więcej odczuwać głodu. Przekonał ich, że powinni opuścić swe siedziby i zgromadzić się (wraz z kobietami i dziećmi) w trzech wyznaczonych miejscach, gdzie zostaną poinformowani o nowych terytoriach pod zasiedlenie. Gdy Luzytanie wykonali jego polecenia, otoczył pierwszą grupę wojskiem, kazał wydać broń, a następnie zmasakrował niczego nie spodziewających się tubylców. W ten sam sposób postąpił z drugą i trzecią grupą. Bardzo niewielu Luzytanów uniknęło rzezi; był wśród nich niejaki Wiriatus, który pewnego dnia miał pomścić swój lud

## Oskarżenia i konsulat
W roku następnym, gdy powrócił do Rzymu, trybun Lucjusz Skryboniusz Libon, oskarżył go o gwałt dokonany na Luzytanach; a Kato Starszy, wówczas 85-latek, zaatakował go bezlitośnie na forum zgromadzenia ludowego. Galba, mimo że był powszechnie uznanym oratorem, nie miał nic do powiedzenia na swoją obronę; W zamian przyprowadził przed zgromadzenie swoje dzieci i – błagając o litość – zyskał uniewinnienie.
Pomimo tego co się stało został wybrany konsulem na rok 144 p.n.e. wraz z Lucjuszem Aureliuszem Kottą. Obaj konsulowie sprzeczali się w Senacie, który ma objąć dowództwo przeciwko Wiriatusowi w Hiszpanii. Poważne różnice zdań w Senacie doprowadziły do ostatecznej decyzji, że do Hiszpanie nie pojedzie żaden z nich, a Kwintus Fabiusz Maksimus Emilianus, konsul w roku poprzednim.